# Абрамовский разрез
Абрамовский разрез или Разрез — затопленный карьер, образовавший озеро в Сысертском городском округе Свердловской области, Россия. Высота над уровнем моря — 242 м.

## Географическое положение
Абрамовский разрез расположен в муниципальном образовании «Сысертский городской округ» Свердловской области, в 2,5 километрах к западо-юго-западу от села Абрамово. На юге из водоёма вытекает левый приток верхнего течения реки Лезга.

## История
Отработанный в прошлом рудник, затопленный грунтовыми и поверхностными водами. С 1983 года является геологическим и гидрологическим природным памятником площадью в 5 га.